# Hőgyész
Hőgyész (németül: Hidjess, régi írásmód szerint Hidjeß) nagyközség Tolna vármegyében, a Tamási járásban.

## Fekvése
A Kapos jobb parti oldalán helyezkedik el, Siófoktól 60 kilométerre délkeletre, Szekszárdtól 32 kilométerre északnyugatra.
Területe észak-déli irányban meglehetősen kiterjedt – legészakibb és legdélebbi pontjai között a távolság több mint 14 kilométer –, így viszonylag sok települési szomszédja van. A közvetlenül határos települések: észak felől Szárazd, északkelet felől Diósberény, kelet felől Kalaznó, délkelet felől Murga, dél felől Tevel, délnyugat felől Mucsi, nyugat felől Dúzs, északnyugat felől pedig Szakály és Regöly.

### Megközelítése
Legfontosabb közúti megközelítési útvonala a 65-ös főút, mely áthalad a központján is. Dombóvárral (Tüske városrésszel) a 6532-es, Gyönkkel a 6315-ös út köti össze. A környező kisebb települések közül innen érhető el Mucsi, a 6532-esből Dúzs előtt dél felé kiágazó 65 157-es, valamint Kalaznó a 65-ösből kiágazó 63 127-es számú mellékúton.
A települést a Budapest–Pécs-vasútvonal érinti, melynek itteni vasútállomása (Szakály-Hőgyész vasútállomás) a központtól körülbelül 4 kilométerre található, a szomszédos Szakály közigazgatási területén.

## Története
A község ismert történelmi múltja a korai Árpád-korig nyúlik vissza. A település a nevét az itt lakó hermelinvadászokról kapta, akiket a királyságot megelőző időkben hölgymenyétvadászoknak, vagyis hölgyészeknek, más írásmód szerint hőgyészeknek neveztek. A nagyközség címere mind a mai napig híven őrzi ezt az örökséget. A történelem során többször is elnéptelenedett település első oklevelét 1277-ben kapta. A török hódoltság alatt újra elnéptelenedett, majd a birtokos Mercy gróf 1722–1746 között telepítette le a németországi Fuldából származó kézműves sváb családokat. A német ajkú lakosság betelepítésével új korszak és fejlődés kezdődött az egyre népesebb falu életében, amely 1753-ban mezővárosi rangot kapott. A 19. században az Apponyi család nagyívű építkezésekkel alakította ki a falu mai arculatának meghatározó elemeit. 1925-ben 4017 fő lakosból 3651 fő katolikus, 2817 lakossal a német ajkúak voltak többségben, a lakóházak száma ekkor 566 volt. A második világháború alatt a jelentős számú zsidó lakosságot elhurcolták és meggyilkolták, majd 1946-ban 618 német családot telepítettek ki, és közel ilyen létszámú bukovinai székelyeket és felvidéki magyarokat telepítettek a helyükre. A rendszerváltás idején még számottevő textiliparral büszkélkedett a település, ám mára ez nagymértékben leépült, habár még a faluban található az ország egyik legjelentősebb frottírüzeme.

## Nevezetességei

### A település belterületén
- Apponyi-kastély és annak arborétuma; a kastélyparkban él Magyarország valószínűleg legidősebb platánfája.[6]

- Jószágkormányzói lak (Lichtenstein-kastély)[7]
- Barokk katolikus templom; aki a települést is jobban meg akarja ismerni az feltétlenül keresse fel a falu egyik legmagasabb pontján található, 1799-ben Apponyi Antal (főispán) által emeltetett késő barokk-klasszicista, mind szerkezetében, mind építészetileg a környék kiemelkedően szép katolikus templomát. Az egyhajós épület 41 méter hosszú és 14 méter széles, belső magassága 15 és 25 méter, míg a községet uraló harangtorony 44 méter magas. A toronysisakot és az oratóriumokat rézlemezzel fedték. A négy márványoszlopon nyugvó kóruson 1927-ből származó, 1050 sípos orgona díszlik. A három harang közül kettő 1746-ból, míg egy 1798-ból származik. A koporsó formájú főoltár vörös márvány háromlépcsős emelvényen, két lábon nyugszik. Kriptalejárat nincs, de a sekrestyével szemben lévő oratórium alatti részen egy plébános, egy káplán és egy kastélykáplán sírfeliratos táblája látható.[8]
- Az autóbusz-pályaudvar mögött információs táblát találunk a település térképével és a Tolnai Borút útvonalainak bemutatásával.

### A település külterületén
- A csicsói kegyhely a Kapos-völgyre néző domboldalon fekvő helyi zarándokhely Hőgyész és Szakály között. Az itt található szentkútnak csodatevő erőt tulajdonítottak, a forrásnak a betelepülő németek a Bründl-kutacska nevet adták. Az első itt letelepedő remetét 1731-ből említik meg. A mai klasszicista csicsói kegytemplomot 1745-ben Mercy-Argenteau Anton helyi földbirtokos építtette a Szentháromság és a Segítő Szűz Mária tiszteletére. Egy 1765-ös följegyzés szerint a magyarok a kút vizének, míg a németek a Mária-képnek tulajdonítottak csodatévő erőt. A kis kegyhely a remeteség II. József általi megszüntetése után a hőgyészi plébániához került, és azóta is oda tartozik. A Kisboldogasszony napi búcsúkra a 19. század végén 8-10 000 ember is elzarándokolt, köztük voltak hagyományosan az andocsiak.[9] A leromló állapotú kápolnát a közelmúltban felújították, azóta pedig a Hőgyészi Értékőrző Egyesület tagjai önkéntes munkával szépítik és tartják karban. 2019-ben egy megmentett és felújított kőkeresztet helyeztek át ide, 2020-ban pedig a 2 évvel azelőtt elhunyt esperes-plébános, Szabó József emlékére állítottak fel egy új emlékkeresztet a kút mellé.[10][11] Ebben az évben sor került a tereprendezésre, felújították a szentkutat és a templom tetőszerkezetét, padokat helyeztek ki, emellett térfigyelő rendszerrel és éjszakai díszkivilágítással is ellátták a helyszínt.[12]
- A Mucsi felé vezető útról leágazva érhető el a szálláspusztai parkerdő, ahol egy kis erdei pihenőtavat is kialakítottak.
- A 65-ös út melletti völgyben hozták létre a település horgásztavait a Donát-patak felduzzasztásával.[13] A két tó fenntartója az 1986-ban létrejött Hőgyészi Sport Horgász Egyesület. A tavakból az amur, balin, csuka, harcsa, kárász, keszeg, ponty, süllő illetve törpeharcsa fogható.[14] 2010-ben az esőzések és az áradások komoly károkat okoztak a két duzzasztógátban.
- Kb. 2005–2019 között az ország legnagyobb, 3,5 hektáros levendulafarmja is itt működött, amely minden év júliusában nyilvános levendulaszüretet szervezett.

## Közélete

### Polgármesterei
- 1990–1994: Pál Imre (független)[15][16]
- 1994–1997: Pál Imre (független)[17]
- 1997–1998: …
- 1998–2002: Gyetvai László (független)[18][19]
- 2002–2006: Gyetvai László (független)[20][21]
- 2006–2010: Gyetvai László (független)[22][23]
- 2010–2014: Botta György (Fidesz-KDNP)[24]
- 2014–2019: Botta György (független)[25]
- 2019–2024: Máté Szabolcs (független)[26]
- 2024– : Máté Szabolcs (független)[1]

A településen 1997 végén minden bizonnyal időközi polgármester-választást tartottak, miután Pál Imre polgármester – aki korábban, a rendszerváltás előtt tanácsi végrehajtó bizottsági titkárként és tanácselnökként is szolgálta a községet – 1997. augusztus 20-ára virradóra elhunyt.

## Híres emberek
- Itt született Salamon Henrik (1865–1944) fogorvos, orvostörténész, egyetemi tanár, lapszerkesztő.
- Itt született Apponyi Károly (1878–1959) honvéd vezérkari alezredes, nagybirtokos, császári és királyi kamarás, főrendiházi, majd felsőházi tag.
- Itt született Szatmári Liza (1928–2024) Aase- és Gobbi Hilda-díjas magyar színésznő.

## Népessége
A településen a mai napig négy népcsoport tagjai – magyarok, svábok, székelyek, cigányok – élnek egymás mellett. Kultúrájuk és szokásaik keveredéséből jelentős és látványos helyi kulturális élet alakult ki.
A település népességének változása:
| Lakosok száma | 2904 | 2896 | 2858 | 2736 | 2591 | 2601 | 2643 |
|               | 2013 | 2014 | 2015 | 2021 | 2022 | 2023 | 2024 |

A 2011-es népszámlálás során a lakosok 84,1%-a magyarnak, 11,1% németnek, 7,7% cigánynak mondta magát (14,8% nem nyilatkozott; a kettős identitások miatt a végösszeg nagyobb lehet 100%-nál). A vallási megoszlás a következő volt: római katolikus 57,3%, református 2,1%, evangélikus 2,1%, görögkatolikus 0,1%, felekezeten kívüli 12,8% (24,1% nem nyilatkozott).
2022-ben a lakosság 86,5%-a vallotta magát magyarnak, 5,5% németnek, 3,4% cigánynak, 0,1% románnak, 0,1% horvátnak, 1% egyéb, nem hazai nemzetiségűnek (13,2% nem nyilatkozott; a kettős identitások miatt a végösszeg nagyobb lehet 100%-nál). Vallásuk szerint 35,7% volt római katolikus, 1,7% református, 1,4% evangélikus, 0,1% görög katolikus, 0,4% egyéb keresztény, 1% egyéb katolikus, 10,9% felekezeten kívüli (48,7% nem válaszolt).

## Képek

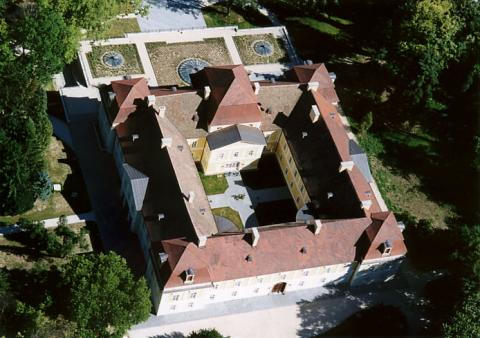
Az Apponyi-kastély madártávlatból
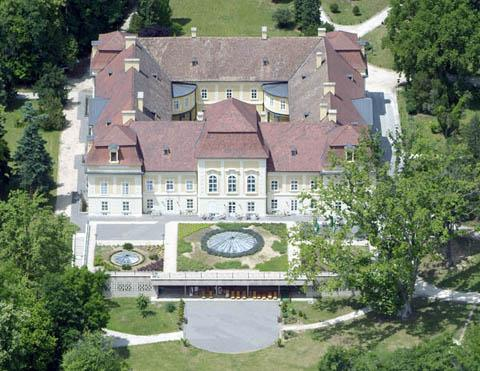
Az Apponyi-kastély légi fotója
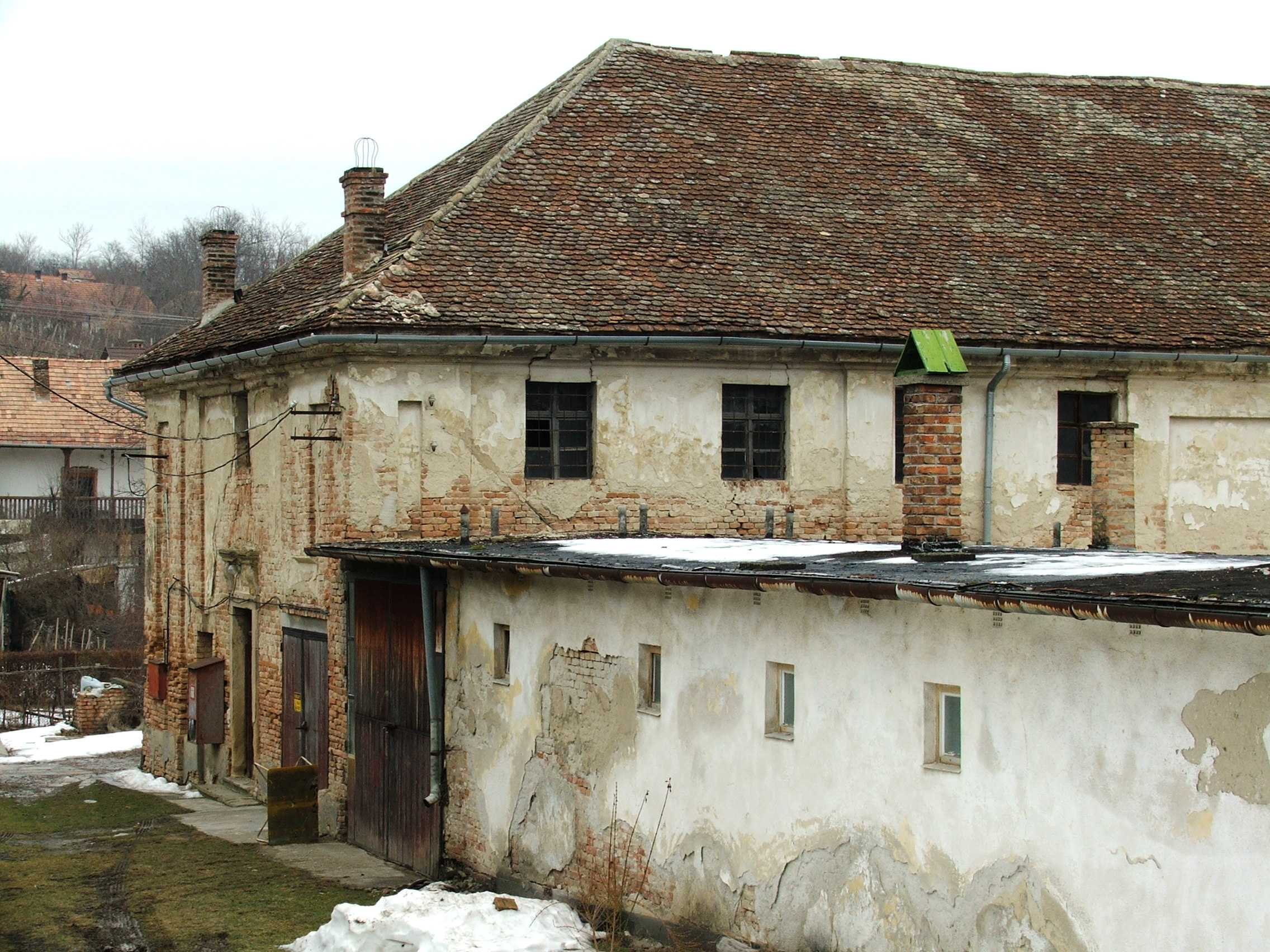
A hőgyészi zsinagóga elhagyatott épülete
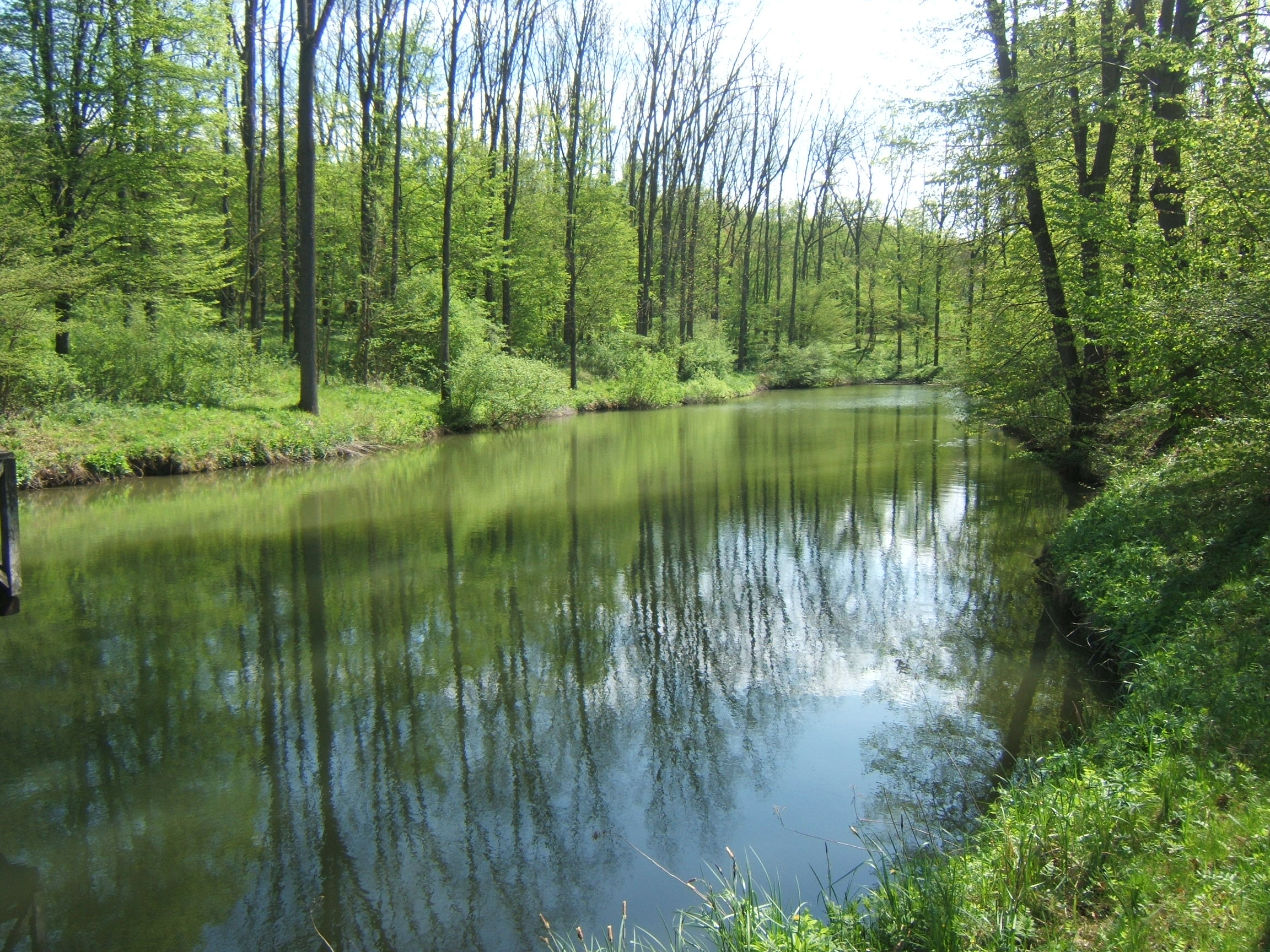
A szálláspusztai erdei tó